# Ryan Birch
Ryan Alexander Birch (Kingston upon Hull, 14 de abril de 1969 – Nasáu, 19 de marzo de 2013) fue un deportista británico que compitió en judo. Ganó dos medallas en el Campeonato Europeo de Judo en los años 1994 y 1996.
Participó en dos Juegos Olímpicos de Verano en los años 1992 y 1996, su mejor actuación fue un decimotercer puesto logrado en Barcelona 1992 en la categoría de –78 kg.

## Palmarés internacional
| Campeonato Europeo | Campeonato Europeo     | Campeonato Europeo | Campeonato Europeo |
| Año                | Lugar                  | Medalla            | Categoría          |
| ------------------ | ---------------------- | ------------------ | ------------------ |
| 1994               | Gdańsk (Polonia)       | Medalla de oro     | –78 kg             |
| 1996               | La Haya (Países Bajos) | Medalla de bronce  | –86 kg             |